# بريدا بي إيه.88 لينس
بريدا بي إيه.88 لينس («لينكس») طائرة هجوم أرضي استخدمتها شركة ريجيا إيرونوتيكا الإيطالية خلال الحرب العالمية الثانية. تم تطوير تصميمها الانسيابي وهيكلها السفلي القابل للسحب في ذلك الوقت، وبعد ظهورها لأول مرة في عام 1937، حققت الطائرة العديد من سجلات السرعة العالمية. ومع ذلك، عندما تم تثبيت المعدات العسكرية عليها، تطورت مشاكل عدم الاستقرار وتدهور الأداء العام للطائرة. في نهاية المطاف، تم قطع مسيرتها التشغيلية، واستخدمت هياكل الطائرات Ba.88 المتبقية كمنشآت ثابتة في المطارات لتضليل استطلاع العدو. ربما كان يمثل الفشل الأكثر بروزًا لأي طائرة تشغيلية لرؤية الخدمة في الحرب العالمية الثانية.

## التصميم والتطوير
تم تصميمها لتلبية متطلبات عام 1936 من قبل ريجيا ايرونوتيكا لمقاتلة ثقيلة قادرة على الوصول إلى سرعة قصوى تبلغ 530 كم / ساعة (329 ميل في الساعة)  - أسرع من أي طائرة أخرى موجودة أو مخطط لها في ذلك الوقت) - تسليح 20 مدفع ملم ومدى 2000 ملم كم (1,240 ميل). حلقت لأول مرة في أكتوبر 1936. تم اشتقاق المشروع من Ba.75 المجهض الذي صممه أيضًا جوزيبي بانزيري وأنطونيو بارانو.

### الوصف الفني
كانت Ba.88 عبارة عن طائرة أحادية السطح ذات محرك مزدوج من المعدن بالكامل وطاقم واحد، مع جناح مرتفع. استخدمت تصميمًا «متحد المركز» لجسم الطائرة، مع إطار من الأنابيب الفولاذية وغطاء معدني كان مبسطًا (له مقطع عرضي صغير جدًا من جسم الطائرة) وقوي. ومع ذلك، كان هذا الهيكل الداخلي الحامل معقدًا للغاية وذو تصميم قديم، حيث بدأ تطوير التصاميم الأحادية في مكان آخر. أدت الدعامات الداخلية إلى زيادة الوزن وتفاقمت بسبب التأخير في التصنيع. تتطلب الحدود الضيقة لجسم الطائرة من طراز بي أي.88 حمل القنابل في هيكل شبه خارجي - على حساب الديناميكا الهوائية للطائرة. تحتوي الأجنحة المعدنية بالكامل على جزأين أطول، وتضم المحرك، والعناصر الرئيسية للهيكل السفلي، وأغلبية خزانات الوقود الـ 12 ذاتية الغلق (الحماية الوحيدة في الطائرة)، مما يوفر 1,586 لام (419 جالون أمريكي) السعة الإجمالية. كانت جميع وحدات الهيكل السفلي الثلاثة قابلة للسحب، وهو أمر غير معتاد في ذلك الوقت.
كانت تعمل الطائرة من قبل اثنين من بياجيو P.XI تبريد الهواء محركات شعاعي. كانت من نفس النوع المستخدم في مشاريع أخرى مثل ار إي 2000، وقادت شريحتين بثلاث شفرات، بسرعة مستمرة 3.2 م (10.4 قدم) مراوح بريدا قطرها. حمل المحرك أيضًا الوحدتين الرئيسيتين للهيكل السفلي. كان للطائرة ذيل مزدوج لتوفير 7.7 الظهرية مم (0.303 in) مدفع رشاش مع مجال أفضل للنيران.
كان للطائرة ثلاث أنوف 12.7 ملم (0.5 في) رشاشات ذات الذخيرة 400 و 450 و 400 طلقة على التوالي. أ 7.7 مم (0.303 in) مدفع رشاش بريدا (250-500 طلقة) بقوس نيران عالي، تم تركيبه في قمرة القيادة الخلفية ويتم التحكم فيه بواسطة نظام كهربائي معقد آلي. تم تركيب بندقية عاكسة حديثة «سان جورجيو»، وكان هناك أيضًا حكم لتركيب 20 مم بدلا من مدفع رشاش مركزي في الأنف. كانت الحمولة ثلاث قنابل من أصل 50 كجم (110 رطل)، 100 كجم (220 رطل) و 250 كجم (550 رطل)، أو موزع ناردي مقابل 119 2 كجم (4 رطل) القنابل الصغيرة. أعطت هذه الأسلحة معًا بي أي.88 تسليحًا مثيرًا للإعجاب لوقتها.
تم تجهيز قمرة القيادة للطيار الأمامي بشكل كامل، مع مؤشر سرعة الطيران قادر على القراءة حتى 560 كم / ساعة (350 ميل في الساعة) والجيروسكوب ومقياس الارتفاع (مفيد لـ 8000 م / 26250 قدم).

### الاختبار والتقييم
على الرغم من الالتزامات المتعلقة بالوزن الهيكلي، فقد سجل النموذج الأولي أحادي الطرف رقماً قياسياً في السرعة يزيد عن 100 كم (60 mi) في 1 أبريل 1937 عن طريق الوصول إلى 517.84 كم / ساعة،  أخذ الرقم القياسي بعيدًا عن فرنسا. تم الحصول على رقم قياسي آخر في 10 أبريل 1937 عندما حقق 475 كم / ساعة أكثر من 1,000 كم. بقيادة فوريو نيكلوت دوقيلو، كان النموذج الأولي لبي أي. 88 يحتوي على اثنين من 671 كيلوواط (900 حصان) محركات لوستا فراستشيني K 14. تمت زيادة هذه السرعة القياسية إلى 554 كم / ساعة، وعندما أعيد تجهيز النموذج الأولي المعدل، باستخدام ذيل مزدوج، بمحركات نهائية؛ 746 كيلوواط (1,000 حصان). هذه المرة حطمت الأرقام القياسية الألمانية في 100 كم بسرعة متوسطة 554.4 كم / س (مع 1,000 كجم) في 5 ديسمبر 1937. أخيرًا في 9 ديسمبر 1937، تم تسجيل رقم قياسي عالمي آخر بمتوسط 524 كم / ساعة أكثر من 1,000 كم بـ 1000 كجم تحميل.
تتمتع بي أي.88 بجميع مواصفات التصميم لتكون قاذفة قنابل ثقيلة فعالة للغاية. كان لها شكل رفيع وانسيابي (لاحظه جميع مراقبي الطيران)، وهيكل متين، وقوة نيران ثقيلة، ومدى طويل وسرعة عالية، مع نفس القوة الحصانية للقاذفات المتوسطة مثل Br.20 (ولكن عند 9) طن / 10 طن مقابل 5 طن / 6 طن). على الرغم من بدايتها الواعدة، إلا أن إضافة المعدات العسكرية في سلسلة الطائرات المنتجة أدى إلى تحميل أجنحة عالية وتأثيرات ديناميكية هوائية ضارة مع خسارة مقابلة في الأداء، دون أي مستوى معقول. تم إلغاء العقد لاحقًا، ولكن تم استئناف الإنتاج لاحقًا، لأسباب سياسية في الغالب لتجنب إغلاق خطوط إنتاج بريدا وشركة IMAM التابعة لها.

### الإنتاج
كانت أرقام إنتاج السلسلة الأولى (بدأ الإنتاج عام 1939) 81 آلة (MM 3962-4042) من إنتاج بريدا، و 24 بواسطة IMAM (MM 4594-4617). تضمنت السلسلة الأولى ثمانية مدربين، مع ارتفاع مقعد الطيار الثاني. كانت هذه واحدة من الطائرات المقاتلة القليلة التي لديها نسخة تدريب مخصصة، لكنها لم تكن كافية لمنع الفشل الكلي للبرنامج.
بلغ مجموع السلسلة الثانية 19 آلة بريدا (4246-4264) و 24 IMAM (MM: 5486-5509) مزودة بحلقات قلنسوة صغيرة للمحرك. كان هناك تطور محدود في هذه السلسلة، حيث تم إرسال السلسلة الثانية بشكل أساسي مباشرة إلى ساحة الخردة.

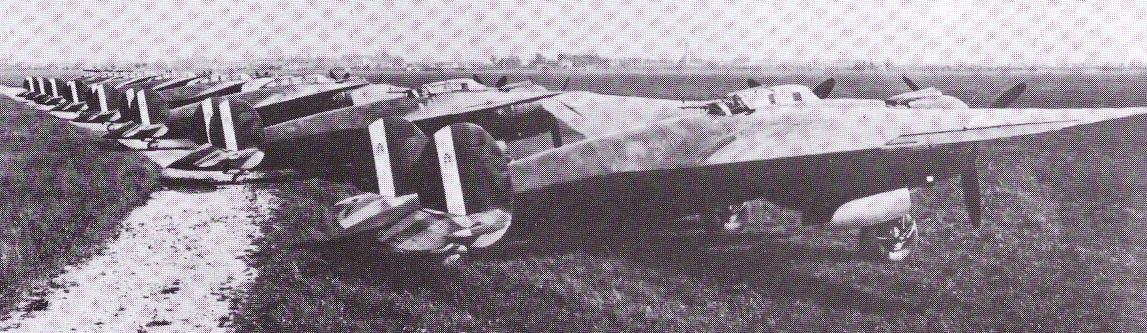
تشكيلة من طائرات بريدا Ba.88

وتم تجهيز اثنين (مجموعات) مع بريدا بي أي.88 في يونيو 1940، وتعمل في البداية من سردينيا ضد المطار الرئيسي من كورسيكا، مع 12 طائرة في 16 يونيو 1940 وثلاثة في 19 يونيو 1940. سرعان ما وجدت الأطقم أن طائرات بريدا كانت ضعيفة للغاية وتفتقر إلى الرشاقة، لكن عدم وجود معارضة مقاتلة أدى إلى تمكنهم من أداء مهامهم دون خسائر.
في وقت لاحق، أصبحت 64 طائرة عاملة تخدم في المجموعة السابعة في مسرح شمال إفريقيا مع مجموعة 19º المتمركزة في سردينيا، لكن أداؤها ظل ضعيفًا للغاية مما أدى إلى تأريض المجموعة السابعة من نهاية يونيو حتى سبتمبر، عندما بدأ الهجوم الإيطالي ضد القوات البريطانية. ثلاث طائرات المستخدمة، لم تكن ولو واحدة منها قادرة على الإقلاع، ولا يمكن أنتنحرف يمينا أو شمالا بسهولة، واضطر أن يطير مباشرة من قاعدتها في كاستيلفيترانو إلى سيدي ريزيف.
مع تركيب الفلاتر المضادة للرمل، تصل السرعة القصوى إلى 250 كم / ساعة في بعض الحالات ولم تتمكن عدة وحدات من الإقلاع على الإطلاق. تم تجهيز هذه الآلات بموزعات مع 119 قنيبلات بحجم 2 كجم، 1000 طلقة للثلاث عيار 12.7 ملم (0.5 في) رشاشات و 500 طلقة لـ 7.7 مم (0.303 في) بريدا. على الرغم من عدم تحميل الأسلحة بكامل طاقتها وتم تخفيف وزن الطائرة عن طريق التخلص من المدفع الرشاش الخلفي والمراقب والقنابل وبعض الوقود، إلا أن تقليل الوزن لم يؤثر بشكل كبير على أداء الطائرة.
بحلول منتصف نوفمبر، بعد خمسة أشهر فقط من بدء الحرب في 10 يونيو 1940، تم التخلص التدريجي من معظم طائرات بي أي.88 الباقية كقاذفات قنابل وتجريدها من المعدات المفيدة وتم توزيعها حول المطارات التشغيلية كأفخاخ لمهاجمة الطائرات. كانت هذه نهاية مهينة للطائرة الجديدة والقوية من الناحية النظرية. أجبرت شركة ريجياايروناوتيكا على استخدام طائرات قديمة تمامًا في شمال إفريقيا، مثل بريدا با 65 ووفيات سي ار 32 . كمشكلة إضافية، بقيت ريجيا راوناوتيكا بدون أي مقاتلة ثقيلة مناسبة، وهي نقطة ضعف ملحوظة لذراع جوي رئيسي.[بحاجة لمصدر]
وقد تم تطوير مشاريع مماثلة «للمقاتلات الثقيلة المدمرة» في العديد من البلدان. في فرنسا، كان طرازبيرقوت بي ار 690 حتى مع 1044 فقط كيلوواط (1400 hp) كان أكثر قدرة من بي أي 88. على الرغم من بعض مشاكل الموثوقية، أظهرت بي أر 690 فائدة عملية لم تحققها بريدا أبدًا. كانت بي أي 88 أيضًا معاصرةً لـ ماسرشميت بي اف 110 ، مع عدم وجود اختلافات كبيرة في القدرة الحصانية أو الوزن أو نسبة القوة إلى الوزن أو حمولة الجناح، لكن الاختلاف في النجاح كان في صالح بي اف 110 بشكل كبير.
كان نايكلوت الطيار الوحيد القادر على قيادة هذه الآلة في أفضل حالاتها وفقط في نسخة المتسابق التي كانت أخف بكثير، بينما لم يكن الطيار العادي قادرًا على استخدامها بفعالية. على الرغم من سجلاتها العالمية المثيرة للإعجاب وشكلها النحيف والعدواني، إلا أن بي أي 88 كانت فاشلة وغير قادرة على القيام بمهام قتالية. كان هيكلها ثقيلًا جدًا، وتحميل الجناح مرتفعًا جدًا، وكانت المحركات غير موثوقة تمامًا مع طاقة غير كافية. استبدلت هنغاريا المحركات بمحركات مماثلة لأول نماذج منتجة بترخيص.
تم تعديل ثلاث طائرات من طراز بي أي 88 من قبل مصنع أغستا في أواخر عام 1942 لتكون بمثابة طائرات هجوم أرضي. زاد طول جناحيها من طراز Ba.88M بمقدار مترين للتخفيف من مشاكل تحميل الجناح، ومكابح غطس مميزة، ومحركات Fiat A.74 RC.38، وتسليح الأنف زاد إلى أربعة 12.7 رشاشات Breda-SAFAT مم (0.5 بوصة). تم تقييمها في Guidonia ، وتم تسليمها إلى 103 ° لوناتو بوزلو جروبو اوتونومو توفاتوري في 7 سبتمبر 1943، في اليوم السابق للهدنة الإيطالية. في وقت لاحق تم تقييمهم من قبل طيارين لوفتفافه وكان هذا آخر ما سمع عن الطائرة.

### قراءة معمقة
- أنجيلوتشي وإنزو وباولو ماتريكاردي. الطائرات العالمية: الحرب العالمية الثانية، المجلد الأول (دليل سامبسون المنخفض). مايدنهيد، المملكة المتحدة: سامبسون لو، 1978.
- دونالد، ديفيد، أد. «بريدا با 88.» موسوعة الطائرات العالمية . إتوبيكوك، أونتاريو، كندا: كتب بروسبيرو، 1997.(ردمك 1-85605-375-X)رقم ISBN 1-85605-375-X .
- ليمبو، دانييل. «Breda 88 Lince. (بالإيطالية)» Aerei Nella Storia رقم 44 أكتوبر 2005. بارما، إيطاليا: West-Ward Edizioni.
- موندي، ديفيد. دليل هاملين المختصر لطائرات المحور في الحرب العالمية الثانية . لندن: كتب باونتي، 2006.(ردمك 0-7537-1460-4)رقم ISBN 0-7537-1460-4 .